# Leucosyrinx kantori
Leucosyrinx kantori is een slakkensoort uit de familie van de Pseudomelatomidae. De wetenschappelijke naam van de soort is voor het eerst geldig gepubliceerd in 1995 door McLean.